# Baster

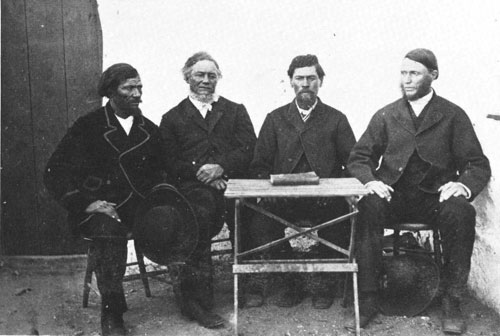
Primera reunión oficial de los Basters o Basters de Rehoboth

Basters (o basters de Rehoboth) es el nombre que se les da a la descendencia de los holandeses de la Colonia del Cabo con mujeres indígenas africanas. La mayoría viven en Namibia y tienen rasgos intermedios entre europeo y africano, como los griqua de Sudáfrica. Utilizan el afrikáans como lengua materna y son predominantemente calvinistas;[cita requerida] su cultura y tradiciones no son muy distintas de las de los afrikáner.
La palabra baster viene de la palabra holandesa "bastardo", se estima su cantidad entre 20 000 y 40 000. Hacia el año 2024 se estimaba que constituye entre el 1 al 1.2 por ciento de la población total de Namibia.siendo una minoría dentro de la población total de Namibia aunque su número se ha reducido en los últimos años producto de la emigración.
Este término llegó a referirse a un grupo económico y cultural que incluía a la población no blanca  que gozaba de un estatus superior al de los nativos negros. Algunos basters supervisaban a otros sirvientes y eran empleados de confianza de sus amos blancos. La presión de la discriminación racial durante el Apartheid llevo a que fueron oprimidos por sus vecinos blancos y el gobierno colonial. Algunos fueron absorbidos por la clase servil de color.
Los owambo y otros pueblos indígenas también lucharon por el fin del colonialismo sudafricano, especialmente porque ese Estado había instaurado un apartheid con una severa discriminación racial legal contra los pueblos africanos. Durante la década de 1960, los pueblos namibios solicitaron a las Naciones Unidas una intervención internacional para poner fin al control sudafricano sobre Namibia.
Al asumir el poder en 1990, el nuevo partido gobernante de Namibia, la Organización Popular de África Sudoccidental SWAPO desarmo la estructura del Apartheid y logro el fin de la ocupación sudafricana del país.